# Герб Рієки
Історичний герб Рієки — символ багатовікового автономного статусу Рієки. Зокрема, в 1659 році імператор Леопольд I звільнив Рієку від феодальних зобов'язань перед Габсбургами і надав їй статус вільного міста. 6 червня того ж року він надає Рієці грамоту з гербом Рієки. У червоному овальному щиті, з правою ногою на скелі двоголовий чорний орел з піднятими крилами, обидві голови дивляться вліво із золотими дзьобами та лапами та червоними язиками, лівою лапою він тримає глечик природного кольору, з якого рясно ллється вода, розливаючись навколо скелі. Над головою орла зображено австрійський імператорська корона із двома синіми стрічками, що горизонтально звисають з неї. Овальний щит облямований триколірною смугою (червоний, золотий і синій), яка в середині XIX ст. століття стає основою для прапора Рієки. Табличка в нижній частині обрамлена коричневою рамкою з написом «INDEFICIENTER» (невичерпний).

## Історія Рієцького орла

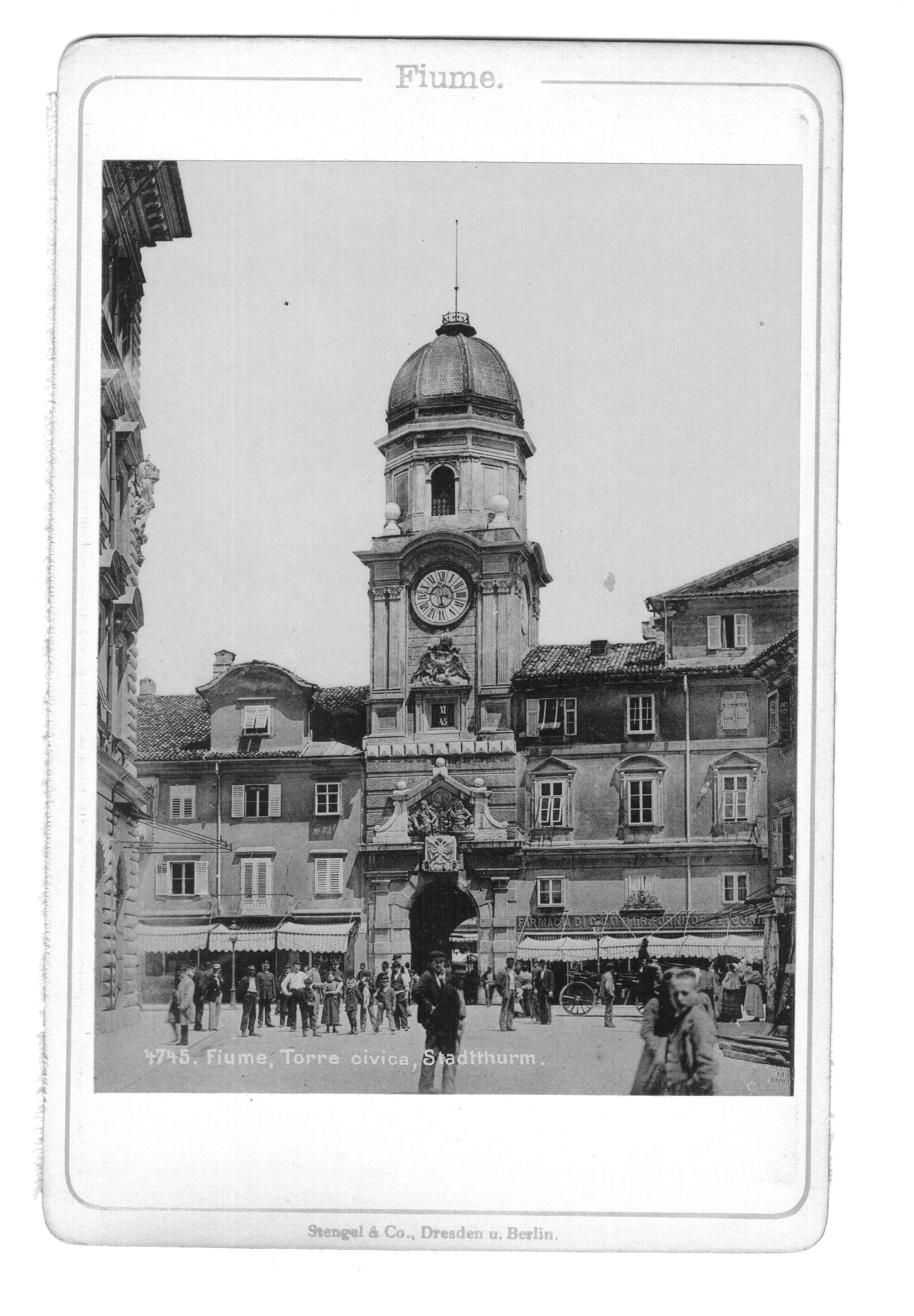
Міська вежа 1943 р. без орла.

Історія річкового двоголового орла починається в ХVII столітті, коли на прохання жителів Рієки Імператор Леопольд I видав грамоту 6 червня 1659 року, затверджуючи герб міста Рієка Деякі історики повідомляють, що зовнішній вигляд герба придумали собі жителі тогочасного міста.
Припускають, що скульптура Рієцького орла була встановлена на куполі міської вежі, коли за проектом архітектора Антуна Гнамби близько 1801 року вежу було реконструйовано та до неї додано тамбур і купол. Наскільки жителі Рієки любили свій герб, доводять численні протести після 1890 року, коли двоголовий орел був знятий з вершини Міської вежі через реконструкцію, про що свідчать навіть народні пісні Фіуме, такі як популярний «Indeficienter». Тоді ж між угорською та міською владою виникла політична суперечка про те, чий прапор має майоріти на міській вежі — угорський чи Рієцький .

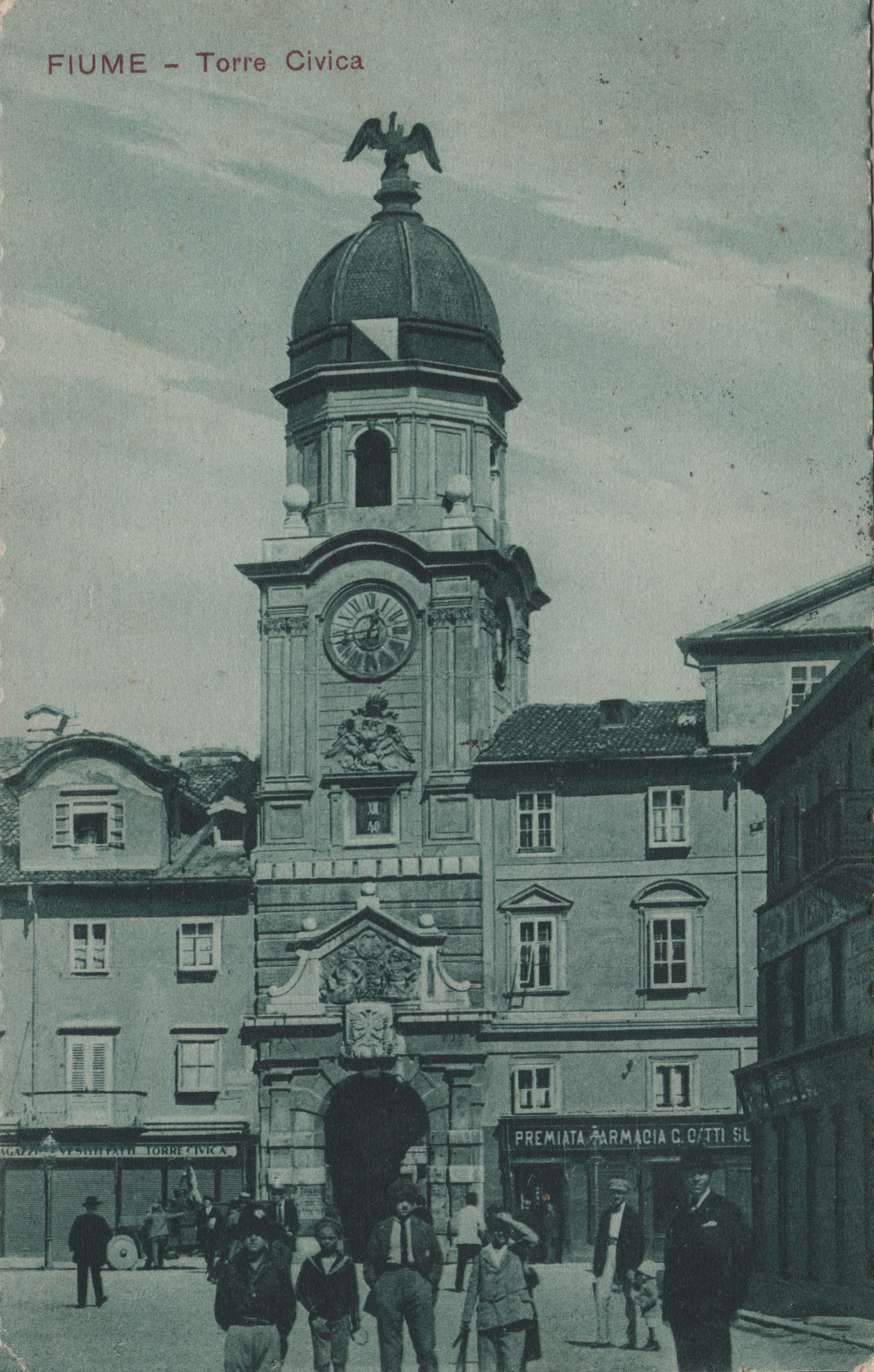
Міська вежа з обезголовленим орлом

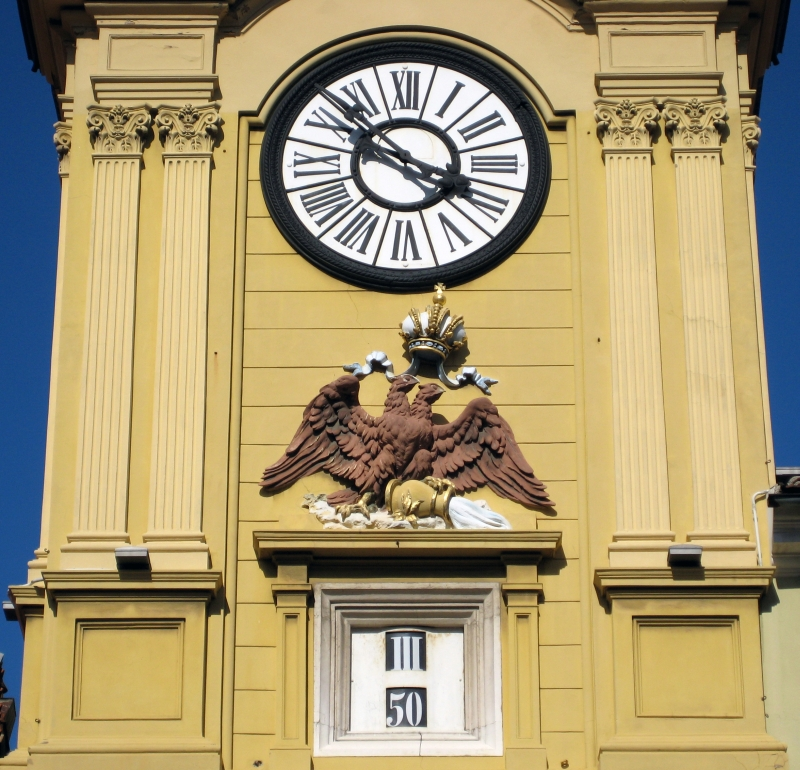
Під гербом зображено двоголового орла з обома головами, повернутими в один бік, який стоїть на посудині, з якої вода тече в море, з девізом IDEFICIENTER, що означає невичерпний.

З ініціативи асоціації Slobodna Država Rijeka зменшену скульптуру двоголового орла повернули до мерії 17 квітня 2017 року.

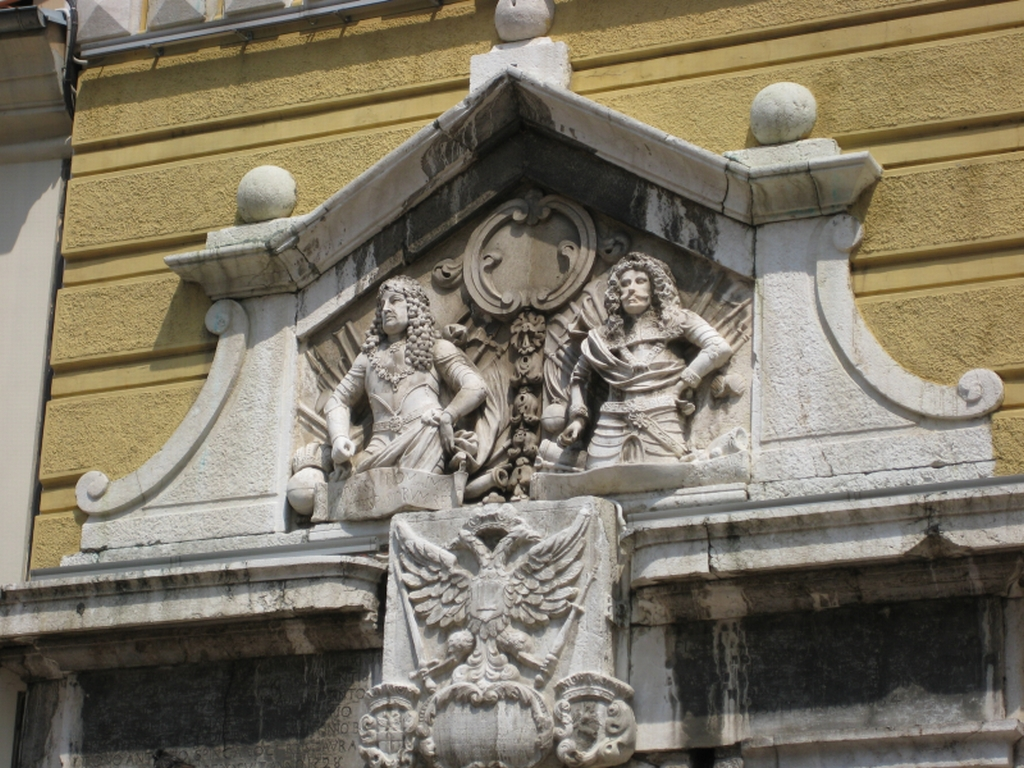
Бюст імператора Леопольда I і бюст Карла VI Згадка, що 18.III.1719 року місто Рієка було оголошене вільним містом

Проблема була вирішена в 1906 році, коли завдяки ініціативі дюжини впливових жінок з Фіюме у Венеції було замовлено двоголового орла, і таким чином зіпсовано проект Філіберто Базаріго, який уже розмістив герб міста під годинником. Новий орел, на відміну від одноголового орла Рупані, який простояв 186 років, був двоголовим, висотою 2,20 метра, шириною 3 метри (розмах крил) і важив 2000 кг. Церемонія урочистого відкриття нового двоголового орла на Міській вежі відбулася на вул. Віда 15 червня 1906 року. Кажуть, що на це дійство зібралося чи не все місто, а свято та пісні було чути до пізньої ночі.
У своєму первозданному вигляді орел проіснував 13 років, до 1919 року і прибуття Д'Аннунціо в місто. А саме, тоді ардити Д'Аннунці відпиляли йому одну голову, бо італійські фашисти витлумачили, що двоголовий орел — австрійський, а одноголовий — римський. Вандальський трофей, відрубану голову орла Рієки, Д'Аннунціо помістив у своїй цитаделі Vittoriale degli Italiani на Рів'єрі Гардоне. Під час Другої сетіанської війни через велику потребу в бронзі багато церковних дзвонів було переплавлено, жертвою став і Рієцький орел (на фото праворуч — листівка 1943 року без орла.
Проте, навіть у такому усіченому вигляді орел проіснував до 1949 року, коли тодішня влада визнала його буржуазним і нехорватським символом, видалила і переплавила. Це їм не зовсім вдалося. Старі Фіумані — люди з Рієки, які були серед робітників верфі, яким було наказано зняти орла, вдалося сховати кілька фрагментів бронзової статуї і зберегти їх донині в кількох місцях міста.
З ініціативи асоціації Slobodna Država Rijeka зменшену скульптуру двоголового орла до мерії повернули 17 квітня 2017 року.

## Цікаві факти
- В угорському парламенті є герб Угорського королівства з гербом Рієки внизу (як corpus separatuum hungaricum), а новий офіційний герб Хорватії, створений за правління Туджмана, не має герб Рієки.

Герб Рієки в нижній частині герба угорських земель 1867 року
Нинішній суперечливий герб в 1998 році встановлений Міністерством адміністрації відразу після офіційної презентації першого (історичного) варіанту. Муніципалітет Рієки змушений відмовитися від права використовувати найдавнішу історичну версію свого герба.
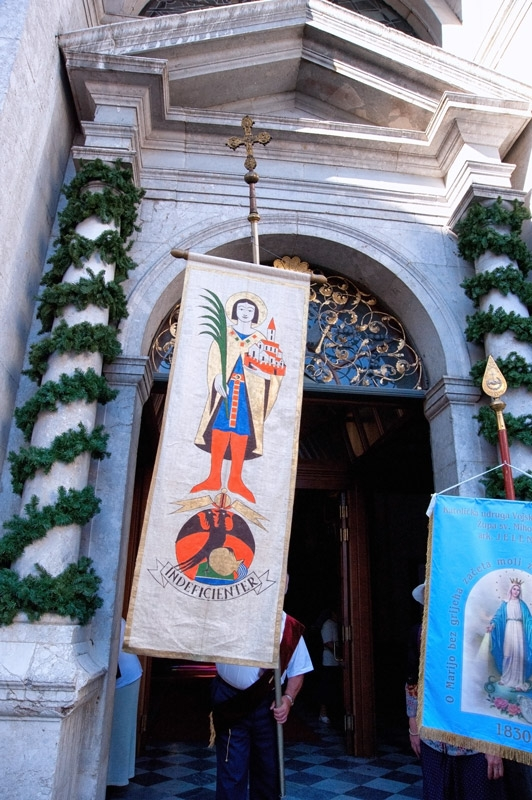
Герб Рієки є також на прапорі зі св. Видом у соборі св. Віда